# Faraday Future

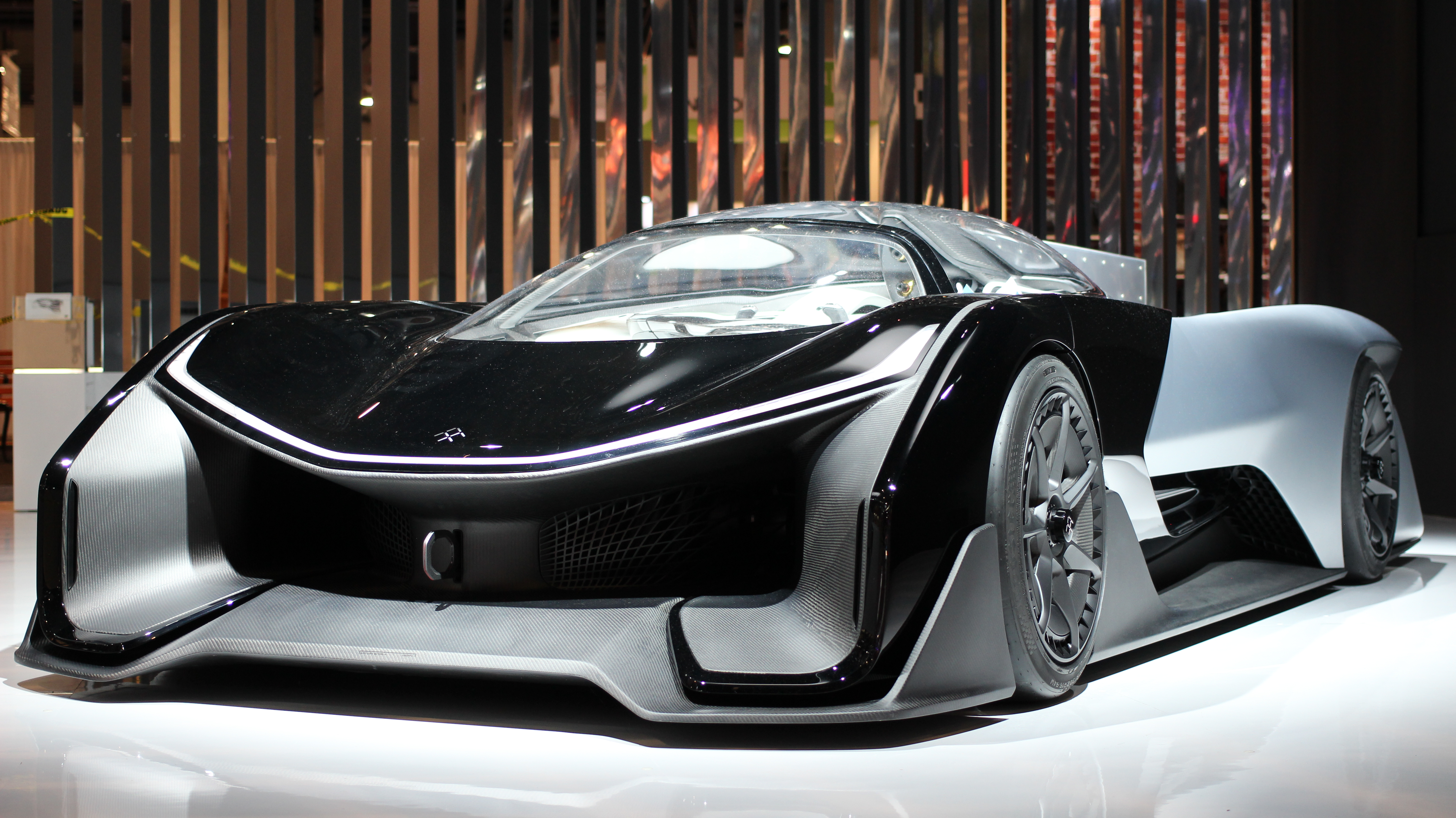
Konceptbilen FFZERO1 av Faraday Future, januari 2016.

Faraday Future är ett amerikanskt bilföretag som tillverkar elbilar. Faraday Future grundades 2014 och har sitt huvudkontor i Gardena i Kalifornien. Företaget har offentliggjort konceptbilen FFZERO1 och den serietillverkade bilen FF91. Företaget har idag 1000 anställda.
Faraday Future är uppkallad efter en av de grundläggande principerna för elektrisk motorteknik som kallas Faradays lag. Faradays lag är i sin tur namngiven efter den engelska vetenskapsmannen Michael Faraday som upptäckte elektromagnetisk induktion.

## FFZERO1
Företaget debuterade sin första konceptbil, den ensitsiga, FFZERO1, i januari 2016 på Consumer Electronics Show. De har dock inte offentliggjort några produktionsplaner för bilen.

## FF91
Faraday Future offentliggjorde sin första serietillverkade bil, FF91, i januari 2017 på Consumer Electronics Show. Endast 300 “Alliance Edition” enheter kommer att vara tillgängliga. Bilen har 1050 hästkrafter och påstås kunna accelerera från 0–97 km/h (0–60 mph) på 2,39 sekunder, vilket placerar den strax bakom Tesla Model S. Den ska klara 378 miles (ca 608 km) på en laddning och har ett 130 kilowattimmars-batteri. Bilen är även utrustad med två hotspots så att passagerarna ska kunna använda internet och är självkörande (inte Level 5) och självparkerande. Företaget förväntas leverera de första bilarna 2018.